# Slanchev Bryag Cove
Die Slanchev Bryag Cove (englisch; bulgarisch залив Слънчев бряг saliw Slantschew Brjag) ist eine 2,05 km breite und 1,7 km lange Bucht an der Südküste von Coronation Island im Archipel der Südlichen Orkneyinseln. Sie liegt östlich des Saunders Point. Die Bucht wird im Nordosten überragt vom Mount Sladen und im Osten von der Tophet Bastion.
Britische Wissenschaftler kartierten sie 1963. Die bulgarische Kommission für Antarktische Geographische Namen benannte sie 2019. Namensgeber ist das Kühlschiff Slantschew Brjag (bulgarisch für Sonnenstrand) von der Gesellschaft Ocean Fisheries in Burgas, deren Fangflotte von den frühen 1970er Jahren bis in die frühen 1990er Jahre in den Gewässern um Südgeorgien, um die Kerguelen, um die Südlichen Orkneyinseln und die Südlichen Shetlandinseln sowie um die Antarktische Halbinsel operiert hatte.